# Thorvald Julius Hellmann
Thorvald Julius Hellmann (11. august 1815 i København – 11. april 1881 smst) var en dansk bankdirektør,
Thorvald Julius Hellmann var søn af jødiske forældre i små kår. Faren, Benjamin Hellmann, der tidligere havde været grosserer, ernærede sig som bogholder, moren var Vilhelmine født Meier. En tid var det bestemt, at han skulle studere, men forholdene forbød det. Han måtte tidlig arbejde for at tjene til det daglige brød, men der var selvstændigt liv i ham, og 1836 lod han sig døbe af pastor C.H. Visby. Hans første ansættelse var på Berlingske Tidendes avertissementskontor. Der fra avancerede han til at besørge Fædrelandets ekspedition, men han var samtidig utrættelig på mange andre måder. 1841 udsendte han cirkulærer for at få de nødvendige oplysninger til udgivelsen af en merkantil adressebog (hvad der delvis lykkedes ham 1845); 1842 udarbejdede han registrene til stændertidenderne; 1843 og 1844 var han inspektør ved Industriforeningens julebasarer ligesom 1844 ved industriudstillingen på Charlottenborg. Hans livlige opfindsomhed lod ham imidlertid ikke nøjes med at udføre andres ideer. På en tid, da det på ny vågnede økonomiske liv bl.a. gav sig udslag ved stiftelsen af en række aktieselskaber, var det naturligt, at også han fremsatte planer, selvfølgelig med det ønske derved at skabe sig en stilling. Året 1845 kender ikke mindre end tre forslag af ham: Omordningen af det året før stiftede Aktieselskab Klampenborg Vandkur- og Søbadeanstalt, oprettelsen af et filantropisk "Tjenestepigernes Velfærdsselskab" og oprettelsen af et dampskibsselskab. Intet af forslagene realiseredes imidlertid. Hellmann måtte nøjes med at stå som bogholder ved det forenede Enkeunderstøttelses- og Brudegaveselskab, og hans dygtige virksomhed som regnskabsfører ved Københavns Garnison (1848) og Feltintendanturen (1849) bragte ham heller ikke videre. Hans tid var endnu ikke kommen, men han begyndte at blive påskønnet, således som det kan ses af hans virksomhed i Industriforeningen, hvor han var repræsentant fra 1845-59. Han kastede sig her med iver over at fremme dansk industri og tog atter og atter initiativet. Han blev to gange (1844 og 1847) sendt til Stockholm for at undersøge den svenske industri; foranledigede, at der 1845 sendtes en industriel agent med korvetten Galathea på dens jordomsejling; forestod 1846 på industriforeningens vegne udstillingen af en række industrigenstande ved landbrugsmødet i Odense; blev 1850 medlem af komiteen for Danmarks deltagelse i Verdensudstillingen i London 1851; var sekretær ved industriudstillingen på Christiansborg Slots Ridebane 1852; foranledigede samme år det første danske industrimøde og skabte herved en institution, der senere er vedbleven; var ivrig for at skaffe foreningen et eget lokale og holdt, da det var lykkedes, 1856 indvielsestalen i dens nye ejendom ved Holmens Kanal, osv. Der skete så godt som intet i Industriforeningen i denne tid, uden at Hellmanns navn var knyttet dertil, og samtidig var han virksom for andre opgaver. 1851 skrev han om de danske jernbaners udvikling, 1853 virkede han for dansk eksport til Australien, 1854 gjaldt det hedernes opdyrkning og 1856 oprettelsen af et dampkøkken i København.
Hellmann blev sidstnævnte år direktør i et aktieselskab for en sådan folkelig spiseanstalt, der imidlertid kun bestod i få år, men samtidig knyttedes han til den virksomhed, der skulle give hans navn blivende betydning. I maj 1856 udstedte han sammen med professor A. Steen og dispachør Abraham Wessely en indbydelse til at stifte forsørgelsesforeningen Bikuben, og året efter trådte denne i virksomhed som sparekasse samt børne- og alderdomsforsørgelseskasse med Hellmann som direktør. Her havde han endelig fundet den faste stilling, som han så længe havde kæmpet for, og Bikuben voksede under hans dygtige ledelse til en institution af betydning. På forskellige punkter rejste der sig dog stærk modstand mod hans administration, men han gennemføre, hvad han ville, og han så tallet på de af Bikuben udstedte sparekassebøger vokse til omkring 200.000, dens årlige omsætning til omkring 155 mill. kr. og dens indestående kapital til omkring 30 mill. kr. Han blev en indflydelsesrig mand, var fra 1863-73 medlem af Københavns borgerrepræsentation og stiftede endelig 1865 foreningen Fremtiden, hvis formål var at sætte åndens arbejdere i stand til "ved Produktet af deres vante Virksomhed" at erhverve en opsparet kapital. Det var, som om Hellmanns egen, nu tilbagelagte kamp for at nå frem gav ham særlig interesse for dette foretagende, under hans livlige og ihærdige ledelse voksede Fremtiden op til at få en kapital på over 288.000 kr. Hellmann var en i vide kredse anset og hædret mand, da han efter nogle års svagelighed døde 11. april 1881.
24. oktober 1860 havde han ægtet Petra Jensine Georgine Lund (født 24. oktober 1819), datter af justitsråd, stiftslandinspektør Chr. Frederik Lund og Inger Cathrine født Madsen.